# Rower miejski

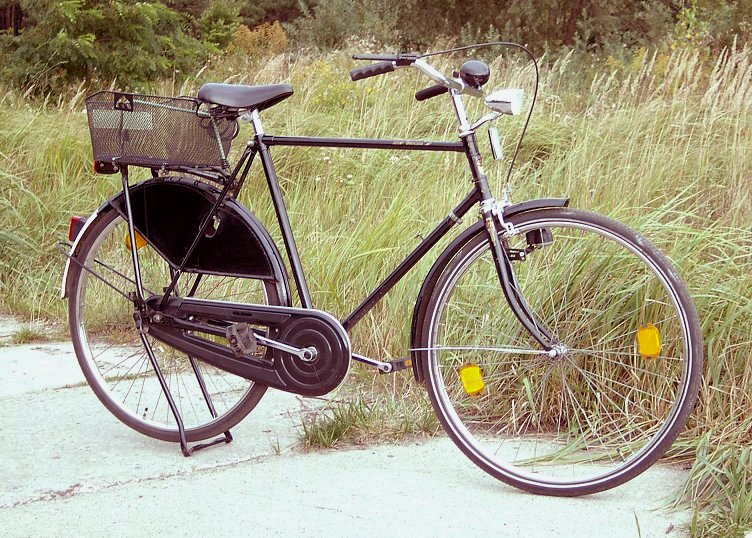
Rower miejski holender

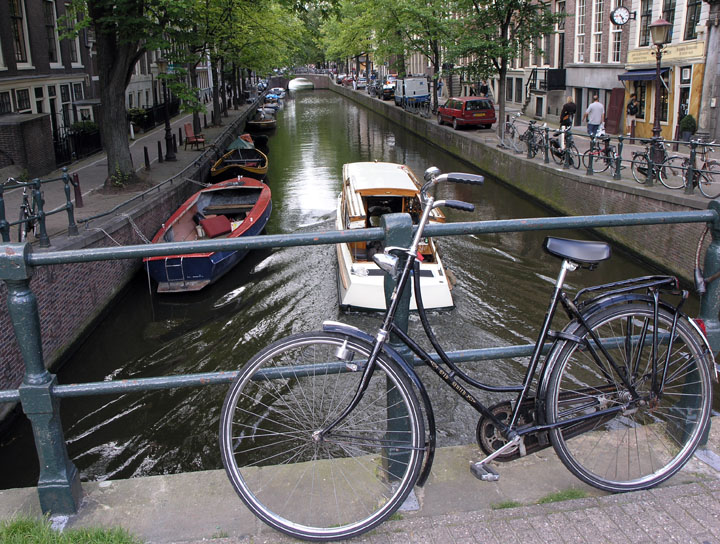
Tradycyjny rower miejski – damka

Rower miejski – rower konstrukcyjnie zoptymalizowany do jazdy w mieście.

## Budowa
Tradycyjny rower miejski, tak zwany holender, zbudowany jest najczęściej na kołach 28-calowych (choć spotyka się również rowery z kołami 26- i 27-calowymi), posiada giętą, szeroką kierownicę, krótką ramę i szerokie siodełko umożliwiające jazdę w pozycji wyprostowanej. Posiada on też zwykle lampki zasilane z dynama, komplet błotników, osłonę na łańcuch, nóżkę, bagażnik tylny, czasem osłonę tylnego koła czy koszyk.

### Rama
Podobnie jak w przypadku rowerów górskich i crossowych, tak i tu wyróżnia się dwa podstawowe typy ram. Pierwsza jest to rama konwencjonalna (tak zwana męska) z górną rurą mocowaną z jednej strony do górnej części główki ramy, a z drugiej do górnej części rury podsiodłowej. Drugi typ to rama damska (tak zwana damka) z górną rurą znacznie obniżoną w celu wygodniejszego wsiadania i umożliwiająca jazdę w spódnicy (lub sukience). Taka konstrukcja powoduje co prawda pewne osłabienie sztywności konstrukcji ramy, ale górna rura pracuje niemal wyłącznie na ściskanie, a rower miejski nie jest rowerem wyczynowym. Nie jest to jedyna różnica w stosunku do ramy męskiej, gdyż często rura podsiodłowa w damce ustawiona jest bardziej pionowo, dzięki czemu siedzi się bliżej kierownicy i w bardziej wyprostowanej pozycji. Wygodniejsza pozycja i wygoda użytkowania powodują, że damki są często używane również przez mężczyzn.
Typowy rower miejski nie jest lekki. Jego przeciętna masa to około 20 kg (zazwyczaj od 16 do 25 kg). Z tego względu w ostatnich latach coraz więcej nowych modeli rowerów miejskich posiada ramę wykonaną ze stopu aluminium. Obniża to nieco masę roweru, lecz wpływa też na zwiększenie sztywności konstrukcji. Przy braku odpowiedniej amortyzacji, ramy ze stopów lekkich zapewniają komfort jazdy tylko na równej nawierzchni.

### Biegi i hamulce
Tradycyjny rower miejski nie posiada zwykle zmiennych przełożeń, choć to nie jest regułą. Produkowane do dziś rowery typu „old Dutch” występują w wersjach tradycyjnych, bez biegów, z jednym hamulcem tylnym typu torpedo.
We współczesnych rowerach miejskich najczęściej stosuje się przerzutki zewnętrzne lub wewnętrzne, a ich rodzaj zależy od kraju, producenta i modelu.
W Holandii, która jest najważniejszym europejskim producentem rowerów miejskich, najpopularniejsze są przerzutki planetarne (wewnętrzne, umieszczone wewnątrz tylnej piasty – od 3 do 14 biegów) i hamulce torpedo (tak zwana „kontra”) lub bębnowe (rolkowe, umieszczone w piastach). Wewnętrzne przerzutki i hamulce, a także spotykane coraz częściej dynamo w piaście przedniego koła nie wymagają w praktyce regulacji ani konserwacji, działają niezależnie od warunków atmosferycznych i nie są narażone na korozję.
W rowerach niemieckich, szwajcarskich czy francuskich przeważają przerzutki zewnętrzne i hamulce szczękowe.